# Philydor lichtensteini
Philydor lichtensteini là một loài chim trong họ Furnariidae.